# Marie Decugis
Marie Decugis, née Flameng (7 août 1884 à Dieppe - 4 mai 1969 à Grasse) est une joueuse de tennis française.

## Biographie
Marie Flameng est née à Dieppe en 1884, du peintre François Flameng (1856-1923) et de son épouse Marguerite Henriette Augusta Turquet (1863-1919). 
Elle épouse le joueur de tennis Max Decugis le 15 mai 1905 à Paris,.
Le couple a une fille, Christiane Omer-Decugis (1909-1974).
Pendant la Première Guerre mondiale, tandis que son mari est sur le front, elle s'occupe de blessés de guerre.
Marie Decugis meurt à l'âge de 84 ans en 1969, à Grasse.

## Carrière sportive

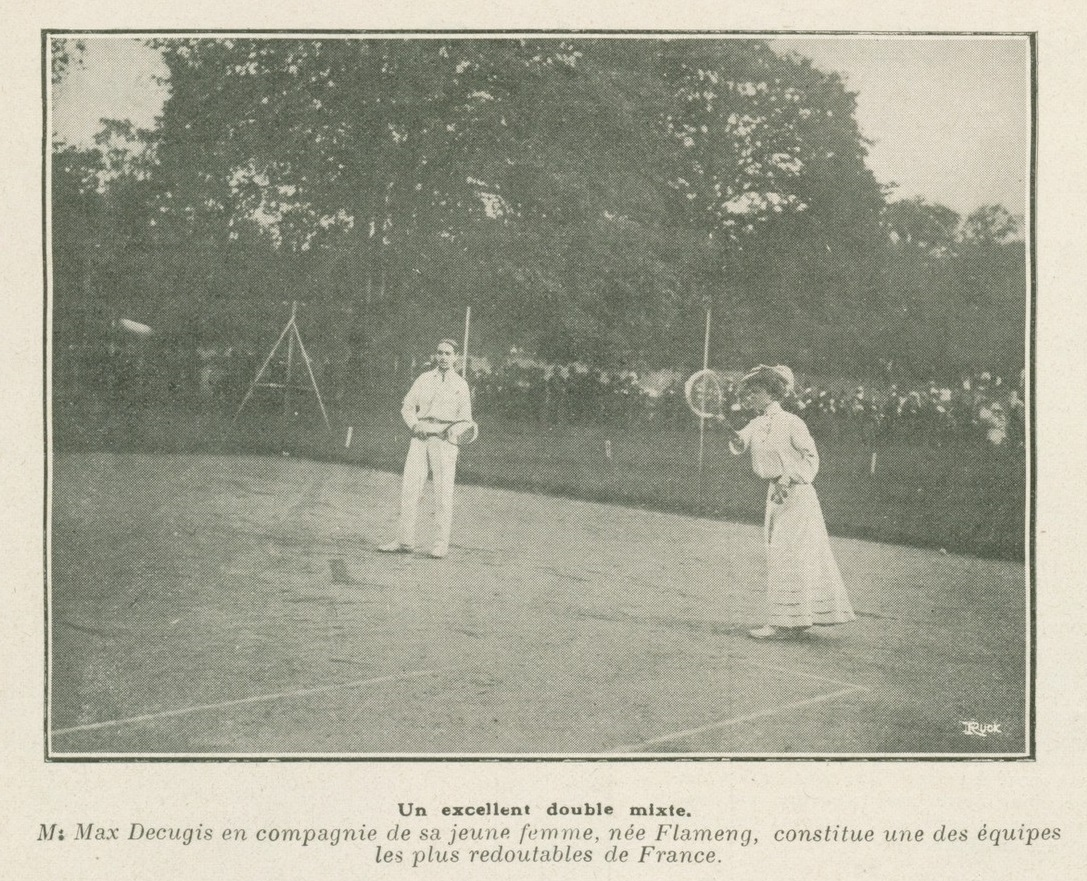
Double mixte Decugis.

Marie et Max Decugis remportent le titre en double mixte lors des Jeux olympiques de 1906, contre la Grèce (6-3, 7-5).
Lors des Jeux olympiques de 1912, ils sont battus en quart de finale par les Suédois.
Marie Decugis, engagée en simple lors de ces mêmes olympiades, perd contre la Britannique Mabel Parton en quart de finale.
Elle participe au tournoi de Wimbledon en 1912 et 1920 mais perd dès ses matches d'entrée.